# Spartan X 2
Spartan X 2 (スパルタンＸ２ Suparutan Ekusu Tsū) é um jogo de videogame desenvolvido pela Tamtex e lançado pela Irem em 1991. Foi publicado exclusivamente no Japão para Famicom<, e é a continuação direta de Kung-Fu Master (Spartan X, no Japão) para o sistema.

## História
Jonny Spartan teve sua família assassinada por um cartel de drogas e, ao perceber a negligência do departamento de polícia da qual fazia parte, decide sair e se tornar investigador particular. Em sua investigação, ele acaba se infiltrando no submundo de drogas e criminalidade da cidade, até descobrir que o tal cartel é apenas um braço do grupo internacional Hawk, responsável pelas rotas de entrada de drogas no país.
Apesar de ser uma continuação oficial, não há ligação entre Jonny e o protagonista de Kung-Fu Master, Thomas, e nem a namorada Sylvia é mencionada. No lugar dela, há a agente Tracy que, secretamente, ajuda Jonny com informações via rádio acerca das investigações do departamento. Essa "desconexão" com o título anterior é inclusive referenciada no próprio jogo, quando o chefe da Hawk Shi Son questiona Jonny sobre sua mudança de nome.[carece de fontes?]

## Jogabilidade
O jogador assume o controle de Jonny Spartan, um investigador disfarçado encarregado de lutar contra um sindicato de drogas. Há um total de seis etapas no jogo, cada uma com seu próprio chefe de fase, e o jogador deve abrir caminho até eles, enfrentando bandidos e armadilhas. Ao contrário do jogo original, que acontecia inteiramente em um templo de cinco andares, os estágios de Spartan X 2 consistem em diferentes locais, incluindo um trem, um armazém, um barco, um avião, uma mansão, e um esconderijo de drogas. Quando o jogador termina um estágio, apenas uma parte da barra de energia é restaurada. No entanto, o jogador também pode restaurar sua barra de energia durante o curso de cada estágio, pegando garrafas vermelhas deixadas para trás por certos inimigos. Além de todos os movimentos de Thomas do jogo original, o jogador também pode realizar dois novos movimentos, enquanto agachado por um longo período: um uppercut ou um arremesso.

## Controles
- A: soco
- B: chute
- UP: salto
- DOWN: agacha
- ESQUERDO: move Jonny para a esquerda
- DIREITA: move Jonny para a direita
- SELECT: escolhe dificuldade fácil ou normal na tela de seleção
- START: pausa
- UP + A: uppercut
- UP + B: chute voador
- BAIXO + A: soco agachado
- BAIXO + B: chute agachado